# Suzanne-Marguerite d'Anhalt-Dessau
Suzanne-Marguerite d'Anhalt-Dessau (Dessau, 23 août 1610 – Babenhausen, 13 octobre 1663), est par naissance membre de la Maison d'Ascanie et princesse d'Anhalt-Dessau. Après son mariage, elle est comtesse de Hanau-Lichtenberg.
Elle est la huitième fille de Jean-Georges Ier d'Anhalt-Dessau, mais la cinquième fille de sa seconde épouse Dorothée, fille de Jean-Casimir du Palatinat.

## Biographie
En 1641, à l'âge de trente-et-un ans, Suzanne Marguerite est fiancée à Jean-Ernest de Hanau-Münzenberg-Schwarzenfels, le dernier héritier mâle de la ligne de Hanau-Münzenberg; cependant, il meurt de la variole peu de temps avant le mariage qui devait avoir lieu en 1642.
A Buchsweiler le 16 février 1651, elle épouse Jean-Philippe de Hanau-Lichtenberg, jeune frère du comte Frédéric-Casimir, mari de sa sœur Sibylle-Christine d'Anhalt-Dessau.
Probablement en raison de l'importante différence d'âge entre les époux (Suzanne Marguerite est âgé de seize ans de plus que Jean-Philippe), le mariage reste sans enfant.